# Semen Poskotin
Semen (Semjon) Poskotin Merkel (russisch Семён Поскотин (Меркель); * 29. Dezember 1983 in Medvedezkoe, Sowjetunion) ist ein russisch-deutscher Kickboxer. Er war Kickbox-Vollkontakt-Weltmeister in der Gewichtsklasse bis 72,5 kg.

## Lebenslauf
Semen Poskotin wurde 1983 in der Sowjetunion geboren. Die Vorfahren seiner Mutter waren Russlanddeutsche. Seine Familie wanderte 2005 nach Deutschland aus. Er spricht neben seiner Muttersprache Russisch noch Deutsch, Englisch und Spanisch. 2008 begann er ein Studium der Betriebswirtschaft an der Hochschule Hof, das er mit einem Master abschloss.
Semen Poskotin begann mit 9 Jahren mit dem Boxen. Er bestritt über 300 Amateurboxkämpfe unter dem Trainer Aleksandr Ivanovitsch Zaharov, war Mitglied der russischen und deutschen Boxjugendnationalmannschaft und der deutschen Boxnationalmannschaft, bevor er zum Kickboxen überwechselte. Im Kampfsportzentrum Steko wurde er von den Kickboxtrainern Mladen Steko, Pavlica Steko und Zvonko Josipovic auf den Profisport vorbereitet. Als Profi konnte er seit dem Jahr 2009 in vier Kickboxweltverbänden Weltmeistertitel in der Gewichtsklasse bis 72,5 kg erringen.
Der Fernsehsender SAT.1 hatte seit dem Jahr 2011 einen Exklusivvertrag mit Steko’s Fight Night. Während dieser Kampfsportveranstaltung werden in der Regel die WM-Kämpfe der WKU ausgetragen.
Poskotin war Vorsitzender der gemeinnützigen Organisation „Sibirienhaus“. Für sein Engagement im Bereich Sport, Kultur und Soziale Arbeit erhielt er das goldene Verdienstkreuz von dem Münchener Bürgermeister Christian Ude.

## Sportliche Erfolge
- WKU-Weltmeister 2015
- WKU-Weltmeister 2013[4]
- WKA-Weltmeister 2010, 2011, 2012
- WAKO-Weltmeister seit 2009
- WAKO World-Cup-Sieger 2009
- International Sport Karate Association-Weltmeister 2011 und 2012

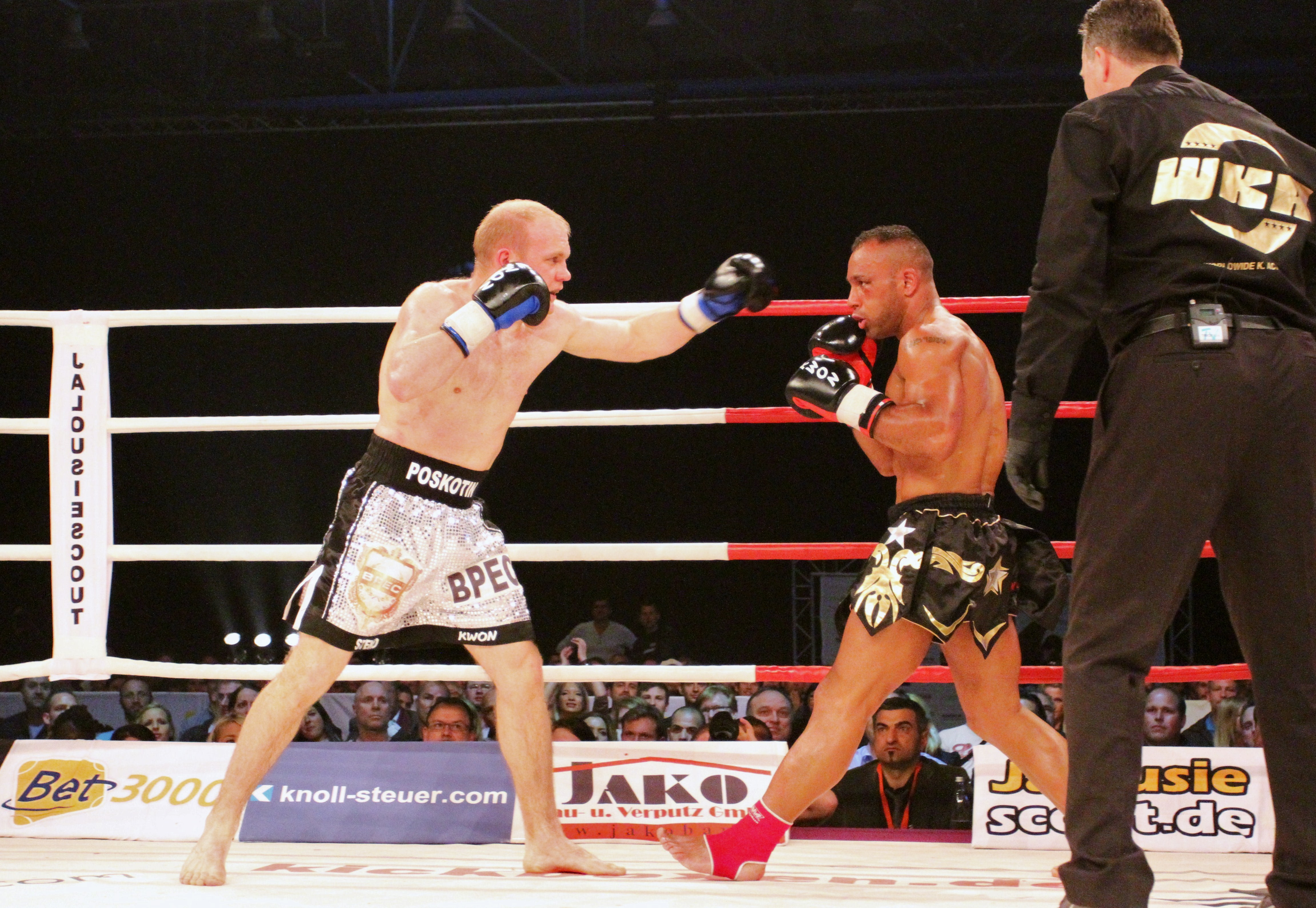
Poskotin (GER) vs. Borrel (F) 2012